# 学习出版社
学习出版社是中华人民共和国的一家出版社，由中共中央宣传部主管，主要出版干部理论读物。

## 历史沿革
1993年，学习出版社成立。
2010年1月29日，学习出版社有限责任公司挂牌成立。